# Сыра (село)
Сыра — село в составе Суксунского городского округа в Пермском крае.

## Географическое положение
Село расположено в южной части округа на расстоянии примерно 21 километр на юго-восток от посёлка Суксун.

## Климат
Климат континентальный. Зима продолжительная, снежная. Средняя температура января −16 °C. Лето умеренно-тёплое. Самый тёплый месяц — июль. Средняя температура июля +18 °C. Длительность периода с температурой более 10 °C соответствует периоду активной вегетации и составляет 120 дней, с температурой более 15 °C — 70 дней. Последние заморозки прекращаются в третьей декаде мая, а в отдельные годы — конце апреля или начале июня. Атмосферные осадки выпадают в количестве 470—500 мм в год.

## История
Упоминается с 1657 года как деревня Сырьинская. В 1781 году была построена деревянная Троицкая церковь, с 1911 начала строиться каменная, в настоящее время используется под склад. До 2019 года село входило в состав Ключевского сельского поселения Суксунского района, после упразднения которых входит непосредственно в состав Суксунского городского округа.

## Население
Постоянное население составляло 452 человека в 2002 году (98 % русские), 324 человека в 2010 году.